# ブーンビルの戦い
ブーンビルの戦い（ブーンビルのたたかい、英語: Battle of Boonville）は、南北戦争初期の1861年6月17日、ミズーリ州クーパー郡で起こった小戦闘である。この戦いで北軍が勝ったことにより、ミズーリ川を支配し、ミズーリ州が南軍側に付こうという動きを止めた。

## 背景
ミズーリ州の南部寄り知事であるクレイボーン・F・ジャクソンは、ミズーリ州を合衆国から脱退させてアメリカ連合国への加盟を望んだが、州内全体の民衆感情は当初中立だった。選出された州の会議ではジャクソンが望んだ脱退条例を通すことはなかった。
一方、脱退推進派の集団がミズーリ州リバティの小さな武器庫を占領し、セントルイス武器庫でさらに多くの武器を捕獲しようと計画した。彼等は活力ある若い士官、ナサニエル・ライアン大尉に阻止された。ライアン自身は、反奴隷制論者でセントルイスのドイツ系移民である地元の政治家フランク・ブレアと同調し、武器庫を確保した。この過程の1861年5月10日、ライアンは主にドイツ系移民の北軍民兵隊を使って、キャンプ・ジャクソンの近くで訓練していたミズーリ州兵隊を捕獲した。ライアンが無分別に捕虜達をセントルイスの通りを通って武器庫まで行進させているときに、破壊的な暴動が起こった。このことが州内の表面下にあった南部寄り感情に火をつけた。ライアンの行動の結果、ミズーリ州議会は即座にミズーリ州兵隊を作る知事の民兵法案を成立させ、古い民兵隊を核に結成を始めた。
ミズーリ州は脱退を思い留まっていたので、意見の違いを調停する試みが行われた。最初の州兵召集は議会によって止められた。しかし、その間にライアンはミズーリ州兵隊の准将に指名され、州内の指揮に就いた。6月11日、どちらの側も相手を信用できなかったので、協議は物別れとなった。
ジャクソン知事と州兵の指揮官スターリング・プライスは州都のジェファーソン市に向けて逃亡し、6月12日にそこに着いた。彼等は直ぐにジェファーソン市を保持できないと結論付け、翌日にはブーンビルに向かった。
ライアン将軍は即座に北軍2個志願兵連隊、アメリカ陸軍正規兵1個中隊および1個砲兵大隊、総勢約2,000名を蒸気船に乗せて彼等の後を追った。その目標は州都を掴むことであり、ミズーリ州兵隊を追い払うことだった。ライアン軍は6月15日にジェファーソン市に到着し、ジャクソンとプライスがブーンビルに向けて撤退したことが分かった。
プライスはジェファーソン市が防衛できないことを認識し、レキシントンとブーンビルから州兵を集めるための十分な時間が欲しいと思った。ライアンが接近してくればブーンビルからも撤退する考えだった。州兵のジョン・S・マーマデューク大佐がブーンビルで部隊の組織化を始める一方で、モスビー・M・パーソンズ准将は20マイル (32 km)南のティプトンで陣地を構築するよう指示を受けた。
プライスは病気のためにブーンビルを離れ、レキシントンで集められている軍隊に加わった。このことは、政治家である知事に指揮させるという不幸なことになった。ジャクソンは撤退する代わりに、これ以上撤退した場合の政治的な悪影響を恐れたので、町を守ることに決めた。彼の部下の兵士達も敵と対峙することに熱心であったが、兵士達はショットガンやライフルで武装しているだけであり、効果的に戦うための十分な訓練も受けていなかった。マーマデュークは戦うことに反対だったが、この待機する軍隊の指揮に渋々就いた。
ライアンはジェファーソン市を確保するために300名の北軍を残し、6月16日に再度残りの部隊を蒸気船に乗せた。この部隊は6月17日の朝にブーンビルの下流約8マイル (13 km)の地点で上陸した。ジャクソンはライアン軍が接近していることを知らされ、ティプトンにいるパーソンの部隊を呼び寄せようとしたが、この部隊は間に合わなかった。

## 戦闘
戦いは実際に小競り合い以上のものではなかったが、南北戦争で最初の重要な陸上戦闘であり、ミズーリ州における南部の期待に対して重い結果となった。
ライアン軍は舟から降りたあとで、ブーンビルに向けてロッシュポート道路を進軍した。崖に近付いたところで哨兵に遭遇したが、ライアンは散兵を配置し急速に押し出させた。
崖の背後の尾根では、急ごしらえで装備も整わないミズーリ州兵総勢約500名が待ち受けていた。大砲はティプトンにいるパーソン隊のところにあったので、この部隊には無かった。ジャクソン知事は不可解にも自軍の中で唯一合理的に訓練され組織も整った部隊（ケリー大尉の中隊）を予備隊にし、戦闘に参加させることは無かった。ジャクソンは1マイル (1.6 km)以上離れた所から衝突を眺めていた。
ライアンは兵士と大砲を配置に付かせ、前進した。大砲が直ぐにウィリアム・M・アダムズの家に陣取っていた狙撃兵隊を立ち退かせた。北軍歩兵は防衛線に接近し、数回一斉射撃をかけて敵軍を撤退させた。この場での戦闘はほんの20分間程度だった。兵士を集めて北軍の前進に抵抗することが何度か試みられたが、側面を衝いた北軍中隊が州兵背後の宿営地を占領し、ライアンの川舟の榴弾砲が州兵の陣地に砲撃を始めた時に抵抗も崩壊した。
マーマデュークが恐れていたように撤退は急速に壊走に変わった。守備兵はキャンプ・ベイコンやブーンビルの町を通って逃亡した。家に戻った者もいたが、多くは州南西隅に撤退する知事に合流した。この短い戦いとまっしぐらの撤退によって「ブーンビルの競走」という渾名が付いた。
ライアンは午前11時には町を占領した。

## 損失と影響
北軍の損失は軽く、5名が戦死または瀕死の重傷、7名がやや軽い怪我だった。ミズーリ州兵の損失については信頼できる資料が無い。ほんの数人が戦死し、1ダースかそこらが負傷したと考えられている。約80名は捕虜になった。ライアンは州兵隊の武器庫で物資と装備を捕獲し、その中には弾薬の無い鋳鉄6ポンド砲2門、500挺の時代遅れになった火打ち石式マスケット銃、1,200足の靴、幾張りかのテントおよびかなりの食糧も含まれていた。
この戦いの実際の影響は戦略的なものであり、人命の損失は小さかったものの、それよりも遥かに大きなものだった。ブーンビルの戦いで州内中央から脱退派の勢力を効果的に追い出し、北軍のために確保した。プライスはレキシントンも保持できないと理解し、退却部隊に加わった。南軍寄りが強かったミズーリ川水系と脱退派の通信は遮断された。ミズーリ川の北で奴隷を所有する地域で徴兵したとしても、南軍に加わることは難しくなった。州内のこの地域から食糧や物資を得ることももはやできなくなった。
もう一つの結果は士気の低下だった。ミズーリ州兵は他日戦って勝つこともあったが、この初期の敗北によってひどく士気低下していた。ライアンの勝利は北軍がミズーリ州の確保を強固にするための十分な時間を与えた。マーマデュークは失望してミズーリ州兵隊を辞任し、連合国での仕事を求めた。